# Bosco Ntaganda
Bosco Ntaganda (Kinigi, 5 novembre 1973) è un militare e criminale di guerra della Repubblica Democratica del Congo.

## Biografia
È il Capo di Stato Maggiore del Congresso Nazionale per la Difesa del Popolo (CNDP), un gruppo di miliziani armati che operano nella provincia del Nord Kivu nella Repubblica Democratica del Congo. È un ex membro delle Forze di difesa ruandesi e presumibilmente un ex vice capo di Stato Maggiore delle Forze patriottiche per la liberazione del Congo (FPLC).
Dal maggio 2008, è ricercato dal Tribunale penale internazionale per crimini di guerra di arruolamento e coscritto bambini sotto i quindici anni e con loro di partecipare attivamente alle ostilità.
Il 18 marzo 2013 si è spontaneamente consegnato all'ambasciata americana di Kigali in Ruanda per essere poi trasferito all'Aia quattro giorni dopo per l'inizio del processo a suo carico.
L'8 luglio 2019, Bosco Ntaganda è stato condannato dalla CPI per crimini di guerra e crimini contro l'umanità per abusi commessi nel 2002 e 2003 nella Repubblica Democratica del Congo.
Il 7 novembre 2019, è condannato dalla CPI a 30 anni di carcere.
Nel marzo 2021, la Corte penale internazionale (CPI) ha fissato a 30 milioni di dollari (25 milioni di euro) l'ammontare dei risarcimenti per le vittime di Bosco Ntaganda.